# Ацетогенез
Ацетогенез — биохимический процесс, в результате которого из диоксида углерода и донора электронов (например, молекулярного водорода, угарного газа, муравьиной кислоты (формиата)) образуется уксусная кислота (ацетат). Данный процесс используют анаэробные организмы в последовательности биохимических реакций восстановительного ацетил-КoA пути (путь Вуда — Льюнгдаля). Группа различных видов бактерий, способных к ацетогенезу, называется ацетогенами. Некоторые ацетогены способны синтезировать ацетат автотрофно из диоксида углерода и водорода. Суммарная реакция автотрофного синтеза ацетата:
{\displaystyle {\mathsf {2CO_{2}+4H_{2}\rightarrow CH_{3}COOH+2H_{2}O}}} ΔG°'= -95 кДж/моль
Процесс получения ацетата гетеротрофными ацетогенами из углеводов (например, глюкозы), получил название гомоацетатного брожения:
{\displaystyle {\mathsf {C_{6}H_{12}O_{6}\rightarrow 3CH_{3}COOH}}}

## Открытие
В 1932 году были открыты организмы, которые способные конвертировать молекулярный водород и углекислый газ в уксусную кислоту. Первый вид ацетогенных бактерий, Clostridium aceticum, был открыт в 1936 году Класом Таммо Вирингой (нидерл. Klaas Tammo Wieringa, 1891—1980). Второй вид, Moorella thermoacetica, привлек большой интерес за способность конвертировать глюкозу до 3 молекул уксусной кислоты.

## Биохимия

### Автотрофное образование ацетата
Автотрофная фиксация углекислого газа широко распространена среди ацетогенных анаэробных бактерий, таких как Acetobacterium woodii, Clostridium aceticum, Moorella thermothermoacetica и Moorella thermoautotrophica. Восстановительные эквиваленты для осуществления этих реакций получаются при действии гидрогеназ на H2. Acetobacterium woodii имеет цитоплазматическую гидрогеназу [FeFe]-типа.
Тиоэфир — ацетил-КоА, образовавшийся в последовательности реакций пути Вуда — Льюнгдаля:
{\displaystyle {\mathsf {2CO_{2}+4H_{2}+HS{\text{-}}CoA+ATP\rightarrow Acetyl{\text{-}}CoA+3H_{2}O+ADP+P_{i}}}}
в результате двух последовательных реакций превращается в ацетат:
Ацетил-КоА + Pi → КоА + ацетилфосфат
Ацетилфосфат + АДФ  → CH3COOH + АТФ, ΔG°= -12,9 кДж/моль
В первой реакции, катализируемой фосфатацетилтрансферазой (ЕС 2.3.1.8), получается ацетилфосфат. Вторая реакция, катализируемая ацетаткиназой (ЕС 2.7.2.1), приводит к образованию АТФ из АДФ. Так как образованная молекула АТФ потребляется на первых стадиях пути Вуда — Льюнгдаля, то суммарная реакция не приводит к образованию АТФ. АТФ образуется за счет натриевого мембранного потенциала у Acetobacterium woodii. Это справедливо не для всех ацетогенов. Clostridium aceticum и Moorella thermoautotrophica содержат цитохромы и, по-видимому, генерируют протонный градиент вместо градиента ионов натрия.

### Рост с использованием одноуглеродных субстратов
CO2 является конечным акцептором электронов при росте ацетогенов. Рост на восстановленных (с низкой степенью окисления углерода) одноуглеродных субстратах строго зависит от доступности в среде экзогенного СО2. Дополнительные количества CO2 требуются для регенерации восстановленных переносчиков электронов, и эта регенерация должна произойти до того, как полученный из субстрата CO2 станет доступным через декарбоксилирование пирувата.

#### Рост с использованием монооксида углерода
В процессе роста на СО, суммарная реакция которого может быть описана как:
4СO + 2H2O –> CH3COOH + 2CO2
требуется экзогенный СО2, несмотря что процесс генерирует избыток СО2.
СО-дегидрогеназный комплекс в таких ацетогенных бактериях как Acetobacterium woodii и Moorella thermoacetica может синтезировать ацетил-КоА из метилтетрагидрофолата и СО.

#### Рост с использованием метанола
Рост ацетогенов Moorella thermoacetica и Clostridium formicoaceticum на метаноле не идет без добавления СО2.

### Гомоацетатное брожение
Глюкоза на первом этапе конвертируется до двух молекул пирувата через последовательность реакций гликолиза:
глюкоза + 2НАД+ + 2АДФ + 2Pi → 2 пируват + 2НАДH + 2Н+ + 2АТФ + 2Н2O
На этом этапе получается 2 молекулы АТФ по механизму субстратного фосфорилирования.
Пируват затем окисляется и декарбоксилируется до ацетил-КоА, СО2 и 4 восстановительных эквивалентов (ферредоксин), пируват:ферредоксин оксидоредуктазой:
пируват + КoA + Фдокисл {\displaystyle \rightleftharpoons } ацетил-КoA + CO2 + Фдвосст
2 молекулы ацетил-КоА, получившихся из пирувата, конвертируются до двух молекул ацетата:
ацетил-КоА + Pi → КоА + ацетилфосфат
ацетилфосфат + АДФ  → CH3COOH + АТФ
Этот процесс дает дополнительную АТФ по механизму субстратного фосфорилирования. Восемь восстановительных эквивалентов, полученных при гликолизе и при окислительном декарбоксилировании пирувата, используются затем в пути Вуда — Льюнгдаля для восстановления двух молекул СО2 до добавочной (третьей) молекулы ацетата.
Суммарная реакция:
С6Н12О6 → 3 CH3COOH + 4АТФ
Молекула СО2, которая восстанавливается по пути Вуда — Льюнгдаля преимущественно происходит из внешнего источника, а не из молекулы СО2, образуемой в реакции декарбоксилирования пирувата. В связи с этим важно дополнительно добавлять CO2 (или карбонаты) в ростовую среду при культивировании ацетогенов в лаборатории. Этот приём оказывается неочевидным, так как на него не указывает стехиометрия метаболических реакций. Например, стехиометрическое превращение сахаров (например, глюкозы или фруктозы в ацетат (см. выше) указывает на то, что CO2 не требуется для ацетогенеза. Рост на сахарах может быть значительно нарушен в отсутствие дополнительных количеств СО2.

## Применение
Уникальный обмен веществ ацетогенов имеет биотехнологическое применение. При брожении углеводов реакции декарбоксилирования приводят к потере углерода в виде диоксида углерода. Эта потеря является проблемой, так как предъявляются повышенные требования к минимизации выбросов CO2, а также нужно, чтобы производство биотоплива успешно конкурировало с ископаемым топливом по денежной стоимости. Ацетогены могут ферментировать глюкозу без образования CO2 и конвертировать его с образованием 3 молекул ацетата, что приводит к увеличению теоретического выхода продукта до 50 %. Ацетогены не замещают гликолиз другим метаболическим путем, но включают CO2, образующийся при гликолизе, в процесс ацетогенеза.